# It Was on Earth That I Knew Joy

It Was on Earth That I Knew Joy est un moyen métrage réalisé par Jean-Baptiste de Laubier, produit par Sixpack France en 2009.
Le film est un hommage à Chris Marker réalisé à partir d'une commande de Sixpack France. Il raconte l'histoire d'un monde ravagé par une pandémie, à travers un dialogue entre deux machines qui retracent les mémoires d'un homme à partir de ses archives en l'an 2090.
Après avoir été présenté au Japon, à Los Angeles et Milan, le film est diffusé en mars 2011 sur Vimeo.

## Fiche technique
- Réalisation : Jean-Baptiste de Laubier
- Société de production : Sixpack France
- Format : DVC PRO HD
- Durée : 35 min
- Date de réalisation : 2009